# Śniatowo
Śniatowo [ɕɲaˈtɔvɔ] (tiếng Đức: Schnatow)  là một khu định cư ở khu hành chính của Gmina Kamień Pomorski, thuộc quận Kamień, West Pomeranian Voivodeship, ở phía tây bắc Ba Lan. Nó nằm khoảng 12 kilômét (7 mi) về phía đông nam của Kamień Pomorski và 56 km (35 mi) phía bắc thủ đô khu vực Szczecin.